# Exkurs über den Fremden
Exkurs über den Fremden ist der Titel eines Kapitels der 1908 erschienenen Soziologie von Georg Simmel. Das Kapitel ist der grundlegende Text der Migrationssoziologie.

## Inhalt
Bei der soziologischen Form des Fremden handelt es sich nicht um den Wandernden, der kommt und geht, sondern um den, der kommt und bleibt. Er trägt neue Qualitäten in das räumliche Umfeld, die nicht ihm entstammen. Der Fremde erscheint in der gesamten Geschichte der Wirtschaft als Händler. Denn Händler müssen Fremde sein, wenn die wirtschaftliche Produktion nicht mehr allein dem Eigenbedarf dient. Sie bringen etwas von außen in den Wirtschaftskreis. Simmel nennt an mehreren Textstellen Juden als klassische Beispiele für Fremde und Händler. Typisch für den Fremden ist seine Objektivität, weil er einen Blick von außen hat und doch dabei ist.

## Weiterentwicklung
Robert Ezra Park, der bei Simmel studiert hatte, knüpft mit seinem marginal man (Randseiter) an Simmels Exkurs über den Fremden an. Ernst Grünfeld lieferte in seiner posthum veröffentlichten Schrift Die Peripheren die erste deutschsprachige Ausarbeitung des Problems.